# Frederik Harboe
Frederik Carl Ludvig Harboe (født 21. januar 1758 i Hamborg, død 29. september 1811 i Rendsborg) var en dansk søofficer, far til Eleonore Christine Harboe.

## Karriere
Hans forældre var postmester i Hamborg, kancelliråd Frederik Carl Harboe (1716-1768) og Christiane Magdalene Jacobi (1732-1804). Harboe blev kadet 1771, sekondløjtnant 1777, premierløjtnant 1785, kaptajnløjtnant 1789, kaptajn 1797 og kommandørkaptajn 1809.

### Heltemodig optræden
23 år gammel førte han 1781 det fragtede koffardiskib Prinsen af Bevern, som førte orlogsflag, til Middelhavet, hvor det i forbindelse med fregatten St. Thomas havde en mission hos Dejen af Algier. Efter hjemkomsten gik han til Vestindien, overtog kommandoen over snauen Lerken og udmærkede sig ved sine heldige kampe mod sørøvere, i hvilken anledning han erholdt kaptajnløjtnants gage. 1791 og 1792 var han beskæftiget ved søopmålingen i Kattegat og opdagede her flere farlige grunde. 1797, medens han var chef for vagtskibet i Storebælt, udbrød en stor ildebrand i Nyborg, hvor han med stor dygtighed deltog i redningsarbejdet. Året efter var Harboe chef for vagtskibet på Helsingørs red, fregatten St. Thomas, og havde her lejlighed til at lægge sin konduite for dagen i et konfliktspørgsmål med nogle engelske orlogsmænd, der ulovlig havde bemægtiget sig et norsk handelsskib.

### Slaget på Reden
Efter nogle andre togter i 1799 og 1800 blev Harboe ved fjendtlighedernes udbrud 1801 ansat som chef for orlogsskibet Sjælland, henhørende under den af Olfert Fischer kommanderede flydende defension på Københavns Red; han deltog med hæder i slaget 2. april, kæmpede tappert mod de to engelske linjeskibe Defiance og Ganges, men måtte til sidst give tabt, efter at 180 mand var dræbt eller såret og skibet dertil yderst forskudt. Efter forgæves at have prøvet på at frelse Sjælland ved at kappe tovene og drive nord efter måtte han omsider stryge flaget; omtrent samtidig ophørte imidlertid slaget, og Harboe, der stadig havde haft sin vimpel vajende, nægtede da at overgive sig. I nattens løb blev de sårede bragt i land, kanonerne fornaglede og krudtet kastet over bord; da englænderne den påfølgende morgen kom tilbage for at sætte sig i besiddelse af skibet, forlod Harboe dette og bragte lykkelig hele besætningen ind til Trekroner. Ved sin kække optræden havde han i den grad vundet sit mandskabs hengivenhed, at det senere på dagen samledes uden for hans bolig og gav ham et rungende hurra. Efter på ny at have været beskæftiget nogle år ved søopmålingen udnævntes han 1810 til indrulleringschef og overlods i Slesvig, hvor hans dådrige liv endtes ved et apoplektisk anfald 29. september 1811.
Han blev gift 19. juni 1795 i Holmens Kirke med Maren Kallager (døbt 17. maj 1771 på Mejlgård, død 25. oktober 1845 i København), datter af generalauditør, godsejer Christian Kallager (død 1813) og Eleonore Kiestine Lange (1744-1802).
Han er begravet i Rendsborg. En miniature af Jens Juel er i familieeje. Litograferet 1848 på bladet til minde om 1801.